# Рюдерсвиль
Рюдерсвиль (нем. Rüderswil) — коммуна в Швейцарии, в кантоне Берн. 
Входит в состав округа Зигнау. Население составляет 2330 человек (на 31 декабря 2006 года). Официальный код — 0905.

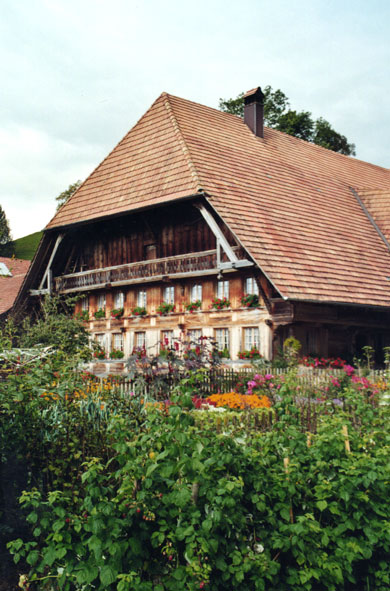
Рюдерсвиль